# Bwanebwa
Bwanebwa ou Bwanenbwa est un village camerounais situé dans la région du Littoral, dans le département du Moungo et dans l'arrondissement du Nlonako.

## Population et développement
En 1967, la population de Bwanebwa était de 137 habitants, essentiellement des Bakaka. Lors du recensement de 2005, elle était de 65 habitants.